# 茄芷袋

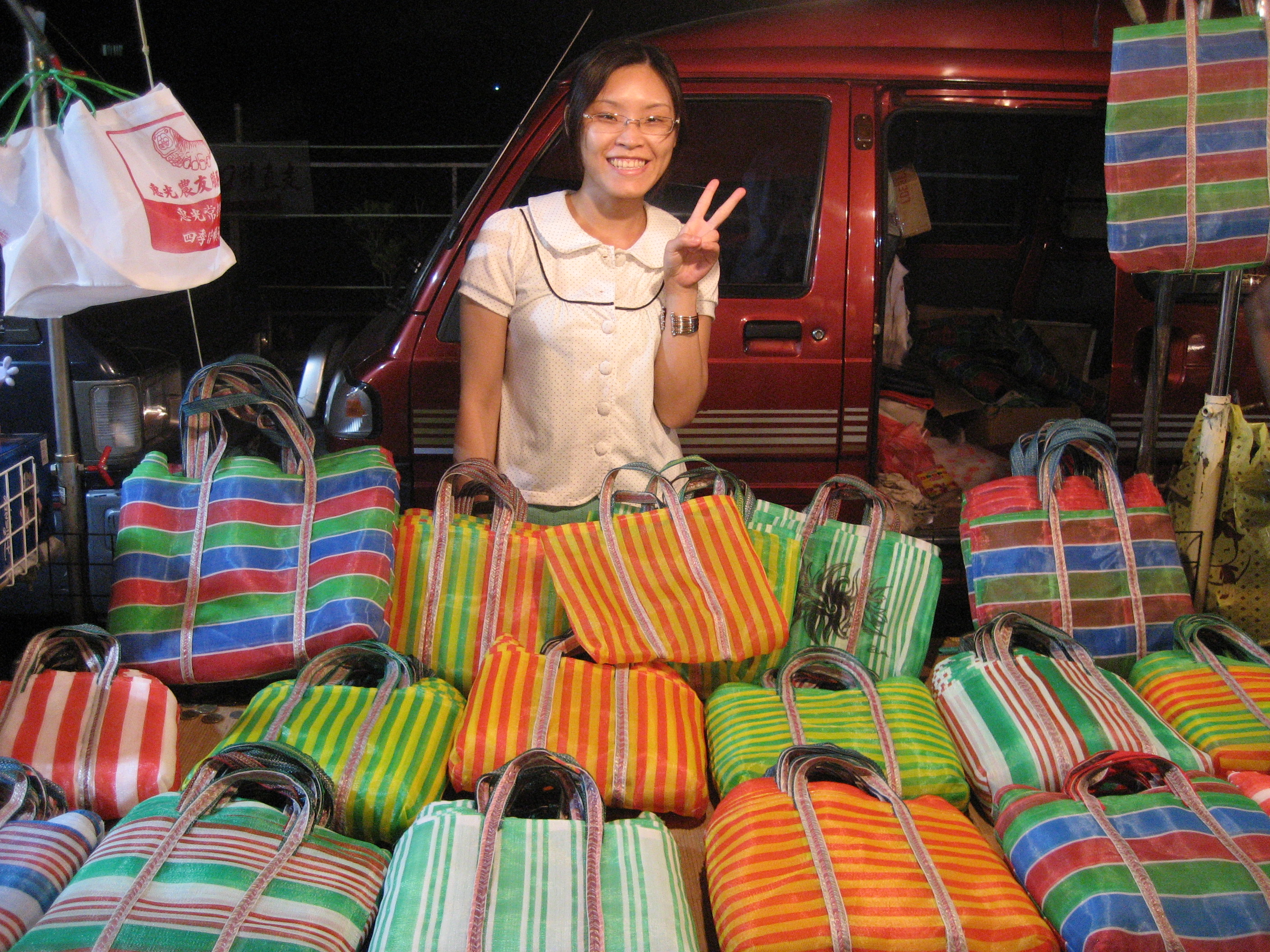
於台南夜市販賣的茄芷袋

茄芷袋，原名茭薦，又稱加薦仔、茭薦仔，類似新商品稱台客袋、復古袋，是台灣的一種傳統的手提包，上邊比下邊略闊，可作書包、文件包或手挽包使用。
茄芷袋相傳起源於臺南市後壁區菁寮里，最初由茳芏（三角藺草）手工編織而成，稱為草袋仔，後來改為使用尼龍網布製作的半透明手挽袋。最早的茄芷袋使用編織，製作過程繁複，一個人一天最多製作五、六個茄芷袋，一個以二、三塊錢賣出，除了製作茄芷袋之外，也會被用來製作草繩、帽子等其他生活用品。以前的藺草在收割之後，需要先經過人工曝曬、放涼，再用一個類似像「石輪子」的工具，將翹起的藺草壓平，並在輾壓的過程當中加入米糠，米糠內含的油脂可以讓藺草更滑順，方便後續編織工作的進行。
然而，在1971年之後，因為土地重劃，農夫們捨棄藺草，改種經濟價值高的水稻；同時間，塑膠製品大量興起，茄芷袋的製作原材料，也就從易受潮發霉的藺草轉變成了塑膠尼龍布。尼龍布防水、耐磨的特性也讓茄芷袋開始被廣泛使用。而其中最經典的圖樣，即是以紅色、綠色、藍色，這三個顏色所構成的橫條紋。茄芷袋的台語發音據說是來自日文的「かぎ針編み」 (kagibariami)；而韓國人目前稱它為「台灣傳統袋」（대만 전통 가방）或按中文發音音譯為茄芷袋（치에즈따이）；英文則是取台語的發音，以「GAJI」為名。然而，不管它的名稱是什麼，茄芷袋作為一個台灣人的常民物件，在我們的日常生活中一直扮演著一個低調樸實的角色。

## 參看
- 紅白藍膠袋
- 環保購物袋

## 外部連結
- 加薦仔 - 臺灣閩南語常用詞辭典 （页面存档备份，存于）